# Contea di Warren (New York)
La contea di Warren, in inglese Warren County, è una contea del nord-est dello Stato di New York negli Stati Uniti. Fino al 1963 il capoluogo era il villaggio di Lake George, sostituito da Queensbury.

## Geografia fisica
La contea si trova nel centro-est dello Stato. Il territorio è montuoso, essendo caratterizzato dai rilievi dei monti Adirondack. I monti più alti sono la Gore Mountain e la Bull Head Mountain. Il fiume Hudson scorre nell'area centrale per poi segnare il confine sud-orientale. L'area occidentale è drenata dal ramo orientale del fiume Sacandaga e dallo Stony Creek. La contea è ricca di laghi. Il maggiore è il lago George che si stende lungo larga parte del confine orientale. La contea è quasi interamente occupata dall'Adirondack Park.
La città maggiore della contea è Glens Falls posta nell'area meridionale in corrispondenza delle cascate del fiume Hudson.

### Contee confinanti
- Contea di Essex - nord
- Contea di Washington - est
- Contea di Saratoga - sud
- Contea di Hamilton - ovest

## Storia
L'area era territorio di caccia dei nativi di lingua irochese Mohawk. Con l'istituzione della Provincia di New York nel 1683, l'area dell'attuale contea faceva parte della contea di Albany. In seguito passò alla contea di Washington ed infine nel 1813 ne venne separata per dar vita all'attuale contea. Il nome deriva da quello del generale dell'esercito continentale Joseph Warren, che morì durante la battaglia di Bunker Hill nel corso della guerra d'indipendenza.

## Comuni

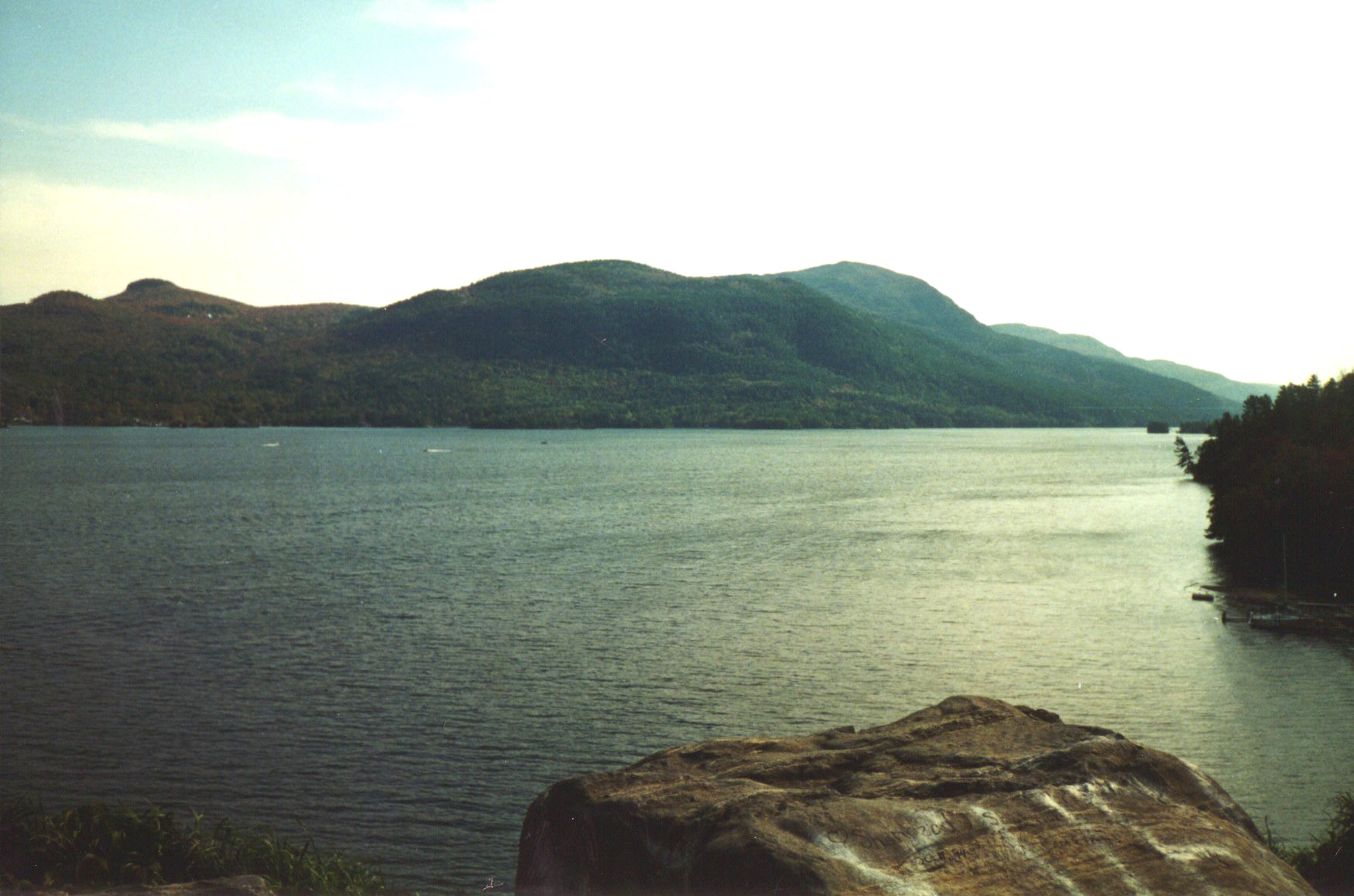
Il Lago George visto dalla sponda occidentale.

| - Bolton - town - Chester - town - Glens Falls - city - Glens Falls North - cdp - Hague - town - Horicon - town - Johnsburg - town | - Lake George - town - Lake Luzerne - town - Queensbury (capoluogo) - town - Stony Creek - town - Thurman - town - Warrensburg - town - West Glens Falls - cdp |